# لوون قازاریان (شیمی‌دان)
لوون زارمایری قازاریان (ارمنی: Լևոն Զարմայրի Ղազարյան؛  زادهٔ ۱۷ ژانویهٔ ۱۹۰۸ - درگذشته ۱۹۸۳) یک شیمی‌دان و استاد اهل ارمنستان بود.

## زندگی‌نامه
در ۱۷ ژانویهٔ ۱۹۰۸ در استپاناوان به دنیا آمد و از دانشگاه دولتی ایروان (۱۹۳۰) دانشگاه ملی پلی‌تکنیک ارمنستان (۱۹۳۵) فارغ‌التحصیل شد. وی در دانشگاه ملی پلی‌تکنیک ارمنستان فعالیت می‌کرد.  وی همچنین برنده دانشمند شایسته ارمنستان شوروی (۱۹۶۵) شده است. وی در ۱۹۸۳ در سن ۷۵ سالگی در ارمنستان درگذشت.

## یادداشت
1. ↑  քիմիական գիտությունների դոկտոր